# ISO 3166-2:CR
ISO 3166-2:CR – kody ISO 3166-2 dla podjednostek administracyjnych Kostaryki.
Kody ISO 3166-2 to część standardu ISO 3166 publikowanego przez Międzynarodową Organizację Normalizacyjną. Kody te są przypisywane głównym jednostkom podziału administracyjnego, takim jak np. województwa czy stany, każdego kraju posiadającego kod w standardzie ISO 3166-1. 
Aktualnie (2017) dla Kostaryki zdefiniowano kody dla 7 prowincji.
Pierwsza część oznaczenia to kod Kostaryki zgodnie z ISO 3166-1, natomiast druga część oznaczenia znajdująca się po myślniku to jedno- lub dwuliterowy kod jednostki administracyjnej. 

## Kody ISO
| Kod ISO | Nazwa jednostki administracyjnej | Nazwa jednostki administracyjnej w języku hiszpańskim | Rodzaj jednostki administracyjnej |
| ------- | -------------------------------- | ----------------------------------------------------- | --------------------------------- |
| CR-A    | Alajuela                         | Alajuela                                              | prowincja                         |
| CR-C    | Cartago                          | Cartago                                               | prowincja                         |
| CR-G    | Guanacaste                       | Guanacaste                                            | prowincja                         |
| CR-H    | Heredia                          | Heredia                                               | prowincja                         |
| CR-L    | Limón                            | Limón                                                 | prowincja                         |
| CR-P    | Puntarenas                       | Puntarenas                                            | prowincja                         |
| CR-SJ   | San José                         | San José                                              | prowincja                         |